# Demetrio II de Georgia
Demetrio II el Inmolado o el Devoto (en georgiano: დემეტრე II თავდადებული) (1259 -12 de marzo de 1289) fue un rey de Georgia de la dinastía Bagrationi que reinó en 1270-1289.

## Vida

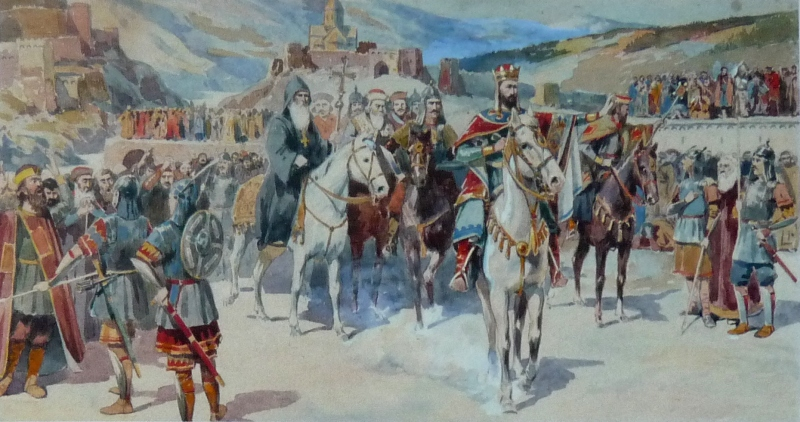
"Demetrius II va al Khan", por Henryk Hryniewski.

Hijo de David VII y de su mujer Gvantsa, Demetrio tenía sólo 2 años cuándo su madre fue asesinada por los mongoles en 1261. Sucedió a su padre en 1270, al fallecer, cuando  tenía 11 años. Gobernó bajo la regencia de Sadun Mankaberdeli durante algún tiempo. En 1277-1281, participó en las campañas de Abaqa Kan  contra Egipto y se distinguió particularmente en la segunda batalla de Homs, (29 de octubre de 1281).  A pesar de que continuó siendo llamado «rey de georgianos y abjasios, etc.», el gobierno de Demetrio sólo abarcaba la parte oriental del reino. Georgia occidental quedaba bajo el mandato de la rama Imericia de los Bagrationi.
El rey Demetrio fue considerado una persona bastante polémica. Devoto cristiano, fue criticado para su poligamia. En 1288, por orden de Arghun Khan, sometió a la provincia rebelde de Derbent en el mar Caspio. El mismo año, Arghun descubrió un complot organizado por su ministro, cuyo hijo estaba casado con la hija de Demetrio. Bugha y su familia fueron masacrados, y el rey georgiano, sospechoso de estar implicado, recibió orden de presentarse en la capital mongola, o Arghun invadiría Georgia. Pese al consejo de sus nobles, Demetro partió hacia la residencia del kan, donde fue encarcelado. Fue decapitado en Movakan el 12 de marzo de 1289. Está enterrado en Mtskheta, Georgia, y ha sido canonizado por la Iglesia ortodoxa georgiana.
Fue sucedido por su primo Vakhtang II.

## Matrimonios e hijos
En cierto momento, Demetrio tuvo tres mujeres. En 1277, se casó con una hija de Manuel I de Trebisonda con quien tuvo cinco hijos:
- David VIII
- Vakhtang III
- Príncipe Lasha
- Príncipe Manuel
- Princesa Rusudan

Demetrio también tuvo tres hijos con su segunda mujer, la princesa mongola Solghar:
- Príncipe Baidu
- Príncipe Iadgar
- Princesa Jigda, casada con Alejo II de Trebisonda[1]

En ca. 1280,  se casó con su tercera mujer, Natela, hija de Beka I Jaqeli, atabeg de Samtskhe y Alto Senescal de Georgia. Fueron los padres  de Jorge V el Brillante.